# تأريخ تسلسلي
التأريخ التسلسلي، وهو طريقة من طرق التأريخ النسبي، يشير إلى طريقة التأريخ التي طورها عالم المصريات فلندرز بيتري. ومن خلال الربط بين أنماط الفخار والفترات، كان أول من استخدم التسلسل الزمني في علم المصريات، وهي طريقة حديثة لتحديد التسلسل الزمني لموقع ما. وقد ساعدت تلك الطريقة على تأكيد التاريخ النسبي، إن لم يكن التاريخ المحدد المطلق، لأي موقع من مواقع مصر ما قبل الأسر من خلال فحص مقابض الفخار. فمع تطور فترة ما قبل الأسر في العمر، انتقلت المقابض التي كانت موجودة في الفخار من مقابض مفيدة للاستخدام إلى مقابض للتزيين، ويمكن تحديد مدى كون أي موقع أثري مفيدًا للاستخدام أم للزينة فقط من أجل تحديد التاريخ النسبي للموقع.